# Geinella
Geinella là một chi bọ cánh cứng trong họ Chrysomelidae.
Chi này được miêu tả khoa học năm 1935 bởi Strand.

## Các loài
Các loài trong chi này gồm:
- Geinella crassicornis Chen, 1987
- Geinella cuprea Chen & Jiang, 1981
- Geinella intermedia Chen, 1987
- Geinella invenusta (Jacobson, 1925)
- Geinella krishna (Maulik, 1936)
- Geinella punctipennis Chen, 1987
- Geinella rugosa Chen, 1987
- Geinella splendida Chen, 1987
- Geinella tenuipes Chen & Jiang, 1981
- Geinella trapezicollis Warchalowski, 2001